# Trochidrobia smithi
Trochidrobia smithi é uma espécie de gastrópode  da família Hydrobiidae.
É endémica da Austrália.